# 諫早市立飯盛西小学校
諫早市立飯盛西小学校（いさはやしりつ いいもりにししょうがっこう、Isahaya City Imori Nishi Elementary School）は、長崎県諫早市飯盛町里にある公立小学校。

## 概要
歴史
1873年（明治6年）に「田結（たゆい）小学校」として創立。校名に飯盛が登場するのは1955年（昭和30年）。現在地に移転した1893年（明治26年）を起点として創立年が数えられており、2013年（平成25年）に創立120周年を迎えた。
校章
中央に「西小」の文字（縦書き）を置いている。
校歌
作詞は町田トシコ、作曲は伊藤英一による。歌詞は3番まであり、歌詞中に校名は登場しない（1番に「飯盛」が登場する）。
校区
諫早市飯盛町池下、里、川下、古場。中学校区は諫早市立飯盛中学校。

## 沿革
- 1873年（明治6年） - 田結村字高野に「田結小学校」が開校。児童数は約30名、訓導は勝良某氏。
  - 古場名の志賀神社、池下名の池神社に分校を開設。
- 1874年（明治7年）7月8日 - 「第五大学区長崎県管下第一中学区高来郡田結小学校」として長崎県に認可される。
- 1877年（明治10年）- 「第五大学区長崎県管下第三中学区高来郡田結小学校」に改称。
- 1878年（明治11年）- 郡制の施行により、北高来郡に属することとなる。「北高来郡諫早部公立田結小学校」に改称。
- 1881年（明治14年）- 清水名字大門（歳神社境内）に木造瓦葺2階建て校舎1棟が新築される。分校を廃止。
- 1885年（明治18年）- 「北高来郡戸石[2]学区公立中等田結小学校」に改称。
- 1886年（明治19年）9月 - 小学校令の施行により、尋常科（修業年限4年）を設置の上、「尋常田結小学校」に改称。江ノ浦・田結・戸石[2]村の学校組合を解消。
- 1889年（明治22年）4月 - 町村制の施行により、田結村立の小学校となる。
- 1892年（明治25年）4月 - 小学校令の改正により、「田結尋常小学校」に改称（「尋常」の位置が変更となる）。
- 1893年（明治26年）5月7日 - 現在地に木造瓦葺2階建て校舎（4教室）を新築し、移転を完了。（創立年の起点）
- 1902年（明治35年）- 田結農業補習学校を併設。
- 1905年（明治38年）- 田結農業補習学校が廃止される。
- 1906年（明治39年）4月1日 - 高等科（2年まで）を併置し、「田結尋常高等小学校」に改称（尋常科4年・高等科2年）。
  - 義務教育年限（尋常科の修業年限）の延長に向けて、全国的に尋常小学校に高等科が併置された。
- 1907年（明治40年）- 田結農業補習学校を再設置。
- 1908年（明治41年）4月 - 小学校令の改正により、義務教育年限（尋常科の修業年限）が4年から6年に延長される（尋常科6年・高等科2年）。
  - 旧高等科1年を尋常科5年に、旧高等科2年を尋常科6年とし、高等科1・2年を新設。
- 1916年（大正5年）- 校舎の大修理を実施。
- 1923年（大正12年）- 木造瓦葺平屋建ての新校舎が完成。
- 1924年（大正13年）- 運動場を拡張。
- 1928年（昭和3年）- 校舎の修理を行う。
- 1935年（昭和10年）
  - 6月 - 青年学校令の施行により、併設の農業補習学校が「田結青年学校」になる。
  - この年 - 水道が引かれる。
- 1941年（昭和16年）4月1日 - 国民学校令の施行により、「田結村国民学校」に改称。尋常科を初等科に改める（初等科6年・高等科2年）。
- 1947年（昭和22年）4月1日 - 学制改革（六・三制の実施）が行われる。
  - 国民学校の初等科が改組され、「田結村立田結小学校」となる。
  - 国民学校の高等科と青年学校の普通科が改組され、「田結村立田結中学校」（新制中学校）が発足。小学校に併設される。
- 1948年（昭和23年）- 小中合同のPTAが発足。
- 1955年（昭和30年）2月11日 - 田結村と江ノ浦村が合併して飯盛村が発足。「飯盛村立飯盛西小学校」に改称。
  - この時、江ノ浦村立江ノ浦小学校が「飯盛村立飯盛東小学校」に改称。田結村立田結中学校は「飯盛村立飯盛西中学校」に改称。
- 1959年（昭和34年）11月16日 - 新校舎が完成。
- 1963年（昭和38年）5月7日 - 創立70周年[3]を記念して校歌・校章を制定。小中合同の給食室が完成し、完全給食を開始。
- 1965年（昭和40年）4月1日 - 飯盛村が町制施行により飯盛町となったため、「飯盛町立飯盛西小学校」に改称。
- 1967年（昭和42年）4月1日 - 統合により飯盛西中学校[4]が廃止されたため、旧校舎が移管され、講堂・特別教室として使用。
- 1974年（昭和49年）2月23日 - 体育館が完成。
- 1975年（昭和50年）8月 - 鉄筋コンクリート造の新校舎（普通教室12室）が完成。旧校舎を解体。
- 1976年（昭和51年）- プールが完成。
- 1982年（昭和57年）7月23日 - 長崎大水害により大きな被害を受ける。
- 1984年（昭和59年）2月 - 築山を造園。水害記念碑を建立。
- 1987年（昭和62年）- 学習園として畑を借用し、各学年の体験学習で使用を開始。
- 1993年（平成5年）- 創立100周年を迎える[3]。
- 1995年（平成7年）- 校舎の大規模改修工事を実施。
- 1996年（平成8年）- 水田を借用し、全校児童および保護者による田植えを開始。
- 2005年（平成17年）3月1日 - 市町村合併により「諫早市立飯盛西小学校」（現校名）に改称。
- 2013年（平成25年）- 体育館の耐震工事を実施。
- 2014年（平成26年）- 校舎の耐震工事を実施。

## アクセス
最寄りのバス停
- 県営バス　田結出張所前バス停

最寄りの国道・県道
- 国道251号
- 長崎県道138号田結久山線

## 周辺
- 諫早市役所飯盛支所田結出張所
- 田結郵便局
- 歳神社
- 観音寺

## 関連事項
- 長崎県小学校一覧